# جی.سول
جی. سول (انگلیسی: G.Soul؛ زادهٔ ۱۶ ژوئن ۱۹۸۸) خواننده-ترانه‌پرداز اهل ایالات متحده آمریکا است. وی از سال ۲۰۱۵ میلادی تاکنون مشغول فعالیت بوده است.